# História das forças centrífuga e centrípeta
Em física, a história das forças centrífuga e centrípeta ilustra uma longa e complexa evolução de pensamento sobre a natureza das forças, relatividade, bem como a natureza das leis físicas.

## Huygens, Leibniz, Newton e Hooke
Ideias científicas sobre a força centrífuga foram inicialmente baseadas em percepção intuitiva e o movimento circular foi considerado de certa forma mais "natural" do que o movimento em linha reta. De acordo com Domênico Meli:
"Para Huygens e Newton a força centrífuga era o resultado do movimento curvilíneo de um corpo; assim ela estava localizada na natureza, no objeto da investigação. De acordo com formulação mais recente da mecânica clássica, a força centrífuga depende da escolha de como um fenômeno pode ser convenientemente representado. Assim, isto não está localizado na natureza, mas é o resultado de uma escolha do observador. No primeiro caso a formulação matemática espelha a força centrífuga, no segundo caso ela a cria"
Christiaan Huygens cunhou o termo "força centrífuga" no seu "De Vis Centrifuga", de 1659, e escreveu sobre ela no seu "Horologium Oscillatorium on pendulums", de 1673. Isaac Newton cunhou o termo "força centrípeta" (vis centripita) em suas discussões sobre a gravidade no seu trabalho "De Motu Corporum", de 1684.
Como parte de sua "teoria do vortex solar" Gottfried Leibniz concebeu a força centrífuga como uma força real para fora a qual é induzida pela circulação do corpo sobre o qual a força atua. Uma força centrífuga com uma lei do inverso do cubo aparece na equação representando órbitas planetárias, inclusive as não circulares, como Leibniz descreveu no seu "Tentamen de motuum coelestium causis", de 1689. A equação de Leibniz ainda é usada atualmente para resolver problemas de órbitas planetárias, enquanto que a sua teoria do vórtice solar não é mais utilizada.
Leibniz produziu uma equação para órbitas planetárias na qual a força centrífuga aparece como uma força para fora do inverso do cubo 
na direção radial.
{\displaystyle {\ddot {r}}=-k/r^{2}+l^{2}/r^{3}}.
O próprio Newton aparentemente apoiou inicialmente um enfoque similar ao de Leibniz. Posteriormente Newton, em seu "Principia", limitou bastante a  descrição da dinâmica do movimento dos planetas a um sistema de referência no qual o ponto de atração é fixado. Em sua descrição, a força centrífuga de Leibniz não era necessária e foi substituída apenas por forças continuamente para dentro, em direção a um ponto fixo. Newton opôs-se à equação de Leibniz devido a ela permitir que a força centrífuga tenha valor diferente do valor da força centrípeta, argumentando com base na sua terceira lei do movimento, e que as forças centrífuga e centrípeta devem constituir um igual e oposto par de ação-reação. Neste caso Newton estava equivocado, pois a força centrífuga reativa que é requerida pela terceira lei do movimento é um conceito completamente separado da força centrífuga da equação de Leibniz.